# Pallacanestro in carrozzina agli XI Giochi paralimpici estivi
Per la pallacanestro in carrozzina ai Giochi paralimpici estivi di Sydney 2000 furono disputati i due tornei maschile e femminile, entrambi vinti dal Canada.

## Medagliere
| Pos.   | Nazione     |   |   |   | Totale |
| ------ | ----------- | - | - | - | ------ |
| 1      | Canada      | 2 | 0 | 0 | 2      |
| 2      | Australia   | 0 | 1 | 0 | 1      |
|        | Paesi Bassi | 0 | 1 | 0 | 1      |
| 4      | Stati Uniti | 0 | 0 | 1 | 1      |
|        | Giappone    | 0 | 0 | 1 | 1      |
| Totale | Totale      | 2 | 2 | 2 | 6      |

## Risultati
| Competizione     | Oro    | Argento     | Bronzo      |
| ---------------- | ------ | ----------- | ----------- |
| Torneo maschile  | Canada | Paesi Bassi | Stati Uniti |
| Torneo femminile | Canada | Australia   | Giappone    |
| Totale           | 2      | 2           | 2           |